# Commune populaire de Shanghai

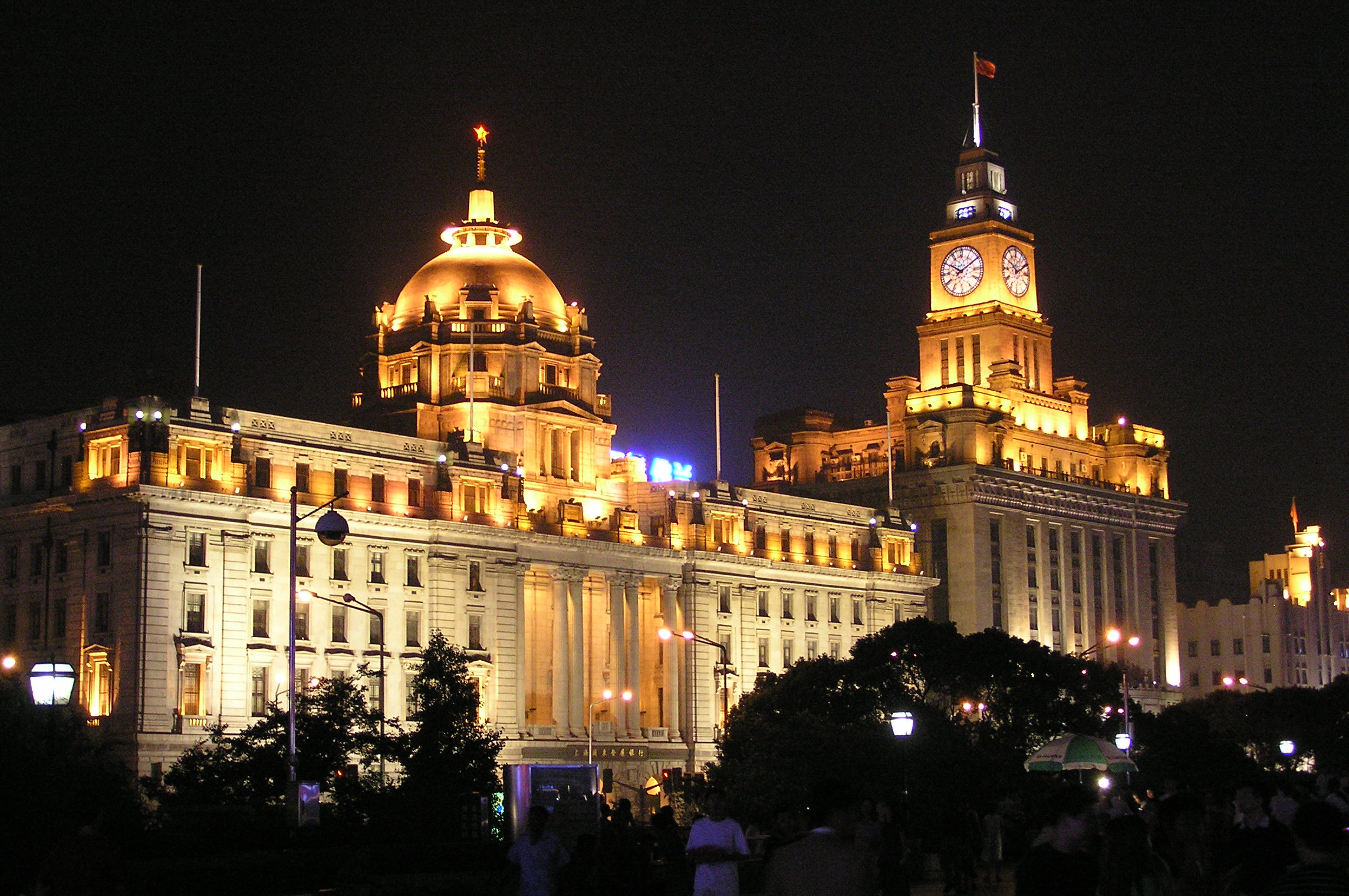

La commune populaire de Shanghai a été créée le 5 février 1967 sur le modèle de la Commune de Paris de 1871.

## Historique
S'alignant sur les débordements des Gardes rouges, ouvriers d'usine et employés de bureau, volontiers remontés contre les comités du parti de leurs unités professionnelles forment à leur tour des groupes rebelles propres. Début novembre 1966, Wang Hongwen, ouvrier du textile, âgé de 33 ans crée le "Quartier général révolutionnaire des travailleurs", que les autorités municipales refusent de reconnaître. Wang Hongwen envoie une délégation à Pékin. Le Comité du Parti de Shanghai ayant fait arrêter le train à bord duquel se trouve la délégation avant son départ de la ville, les travailleurs déployés sur les voies ferrées bloquent la circulation des trains plus de trente heures.
Zhang Chunqiao, envoyé comme conciliateur, avalise sans délai les exigences du Quartier général et ordonne à  Cai Diqiu, le premier secrétaire de Shanghai, de faire son autocritique publique. Deux jours plus tard, Mao approuve l'action de Zhang Chunqiao et de plus, proclame que dans tous les établissements commerciaux, industriels et gouvernementaux, les travailleurs ont le droit légitime de créer des organisations de masse.
Tout comme les Gardes rouges étudiants, les groupes de travailleurs se divisent en factions rivales: "rebelles révolutionnaires" anarchistes et "révolutionnaires prolétariens", voulant préserver la direction du Parti. Le 30 décembre 1966, des dizaines de milliers d'ouvriers mènent des batailles de rue à l'extérieur des bureaux du Comité du Parti. Des grèves éclatent. Le port est paralysé. Les ouvriers envoyés à la campagne lors de la famine ayant suivi le Grand Bond en avant demandent le droit de revenir.
Le 3 janvier 1967, le jour où la campagne contre Liu Shaoqi et son épouse s'exacerbe à Pékin, Wang Hongwen à la tête de son groupe rebelle prend le contrôle des grands journaux de Shanghaï.
Le  9 janvier 1967, soutenus par Zhang Chunqiao et Yao Wenyuan, les gardes rouges renversent la municipalité de Shanghai.
Toutefois, à partir de  février 1967, le Président Mao paraît en retraite idéologique et la lutte "contre ceux qui empruntent la voie capitaliste" est de plus en plus centrée sur des questions de pouvoir brut. Quelles que soient les retombées à long terme, pour Mao et son rêve d'un "royaume de vertu rouge", l'effet immédiat de la prise de pouvoir à Shanghai est de donner un élan puissant à la violence révolutionnaire. Dans les provinces gardes rouges et ouvriers révolutionnaires redoublent d'efforts pour renverser les Comités provinciaux.
En  février 1967, Chen Yi et le maréchal Ye Jianying critiquent ouvertement la révolution culturelle, Chen Yi est alors violemment pris à partie par les Gardes rouges et écarté du pouvoir et ce malgré la protection de Zhou Enlai. Il gardera néanmoins ses titres mais n'en assurera plus les responsabilités. Si Chen Yi est inquiété et mis de côté, les épreuves qu'il subit ne sont pas du même ordre que le sort qu'on réserve à Liu Shaoqi ou Peng Dehuai. Ces derniers, arrêtés, meurent en prison.
Entre 1968 et 1976, un million d'ouvriers qualifiés de Shanghai sont envoyés dans des régions rurales sous-développées de la Chine intérieure, officiellement en vue de partager leurs « expériences révolutionnaires » et d'aider au développement du pays,. Certains meneurs radicaux s'étant opposés aux Gardes rouges ayant détrôné le Comité municipal de Shanghai en 1967 sont exécutés publiquement en avril 1968.